# ヒナスゲ
ヒナスゲ Carex grallatoria Maxim. は、カヤツリグサ科の植物の一つ。ごく小型のスゲ属で、花茎の先端に単一の小穂をつける。雌雄異株であるのが一つの特徴だが、変種のサナギスゲは雄雌性の小穂をつける。

## 特徴
背丈が4cmからせいぜい10cmまでの小柄なスゲ。短いながら根茎が横に伸び、マット状の集団を作る。葉は幅1-1.5mm、糸状で柔らかくて二つ折れになりやすい。縁には鋸歯がある。葉は花後に伸びて花茎より長くなる。葉の基部の鞘は赤褐色で、繊維に分解する。葉は冬には枯れ、春に新葉と花補が出るまで残存する。
花期は4-6月。雌雄異株だが、外見的にはさほどの違いはなく、花穂の姿も果胞が膨らむまではよく似ている。花茎は長さ10cm（～15cm）。下部は滑らかだが上部はざらつく。花茎の先端には単一の小穂をつけるが、これは要するに先端部1-1.5cmの範囲に鱗片が並んでいるだけのものである。雌雄とも鱗片は先端が尖らず、半透明だが中央よりが赤褐色を帯びる。特に雌小穂では花が3-6個あるだけで、かなりまばら。果胞は長さ2-2.5mmで鱗片と同長かやや短く、長楕円形でまばらに短い毛が生え、先端は嘴になって外に反り、口は真っ直ぐに切れた形。柱頭は3つに分かれる。

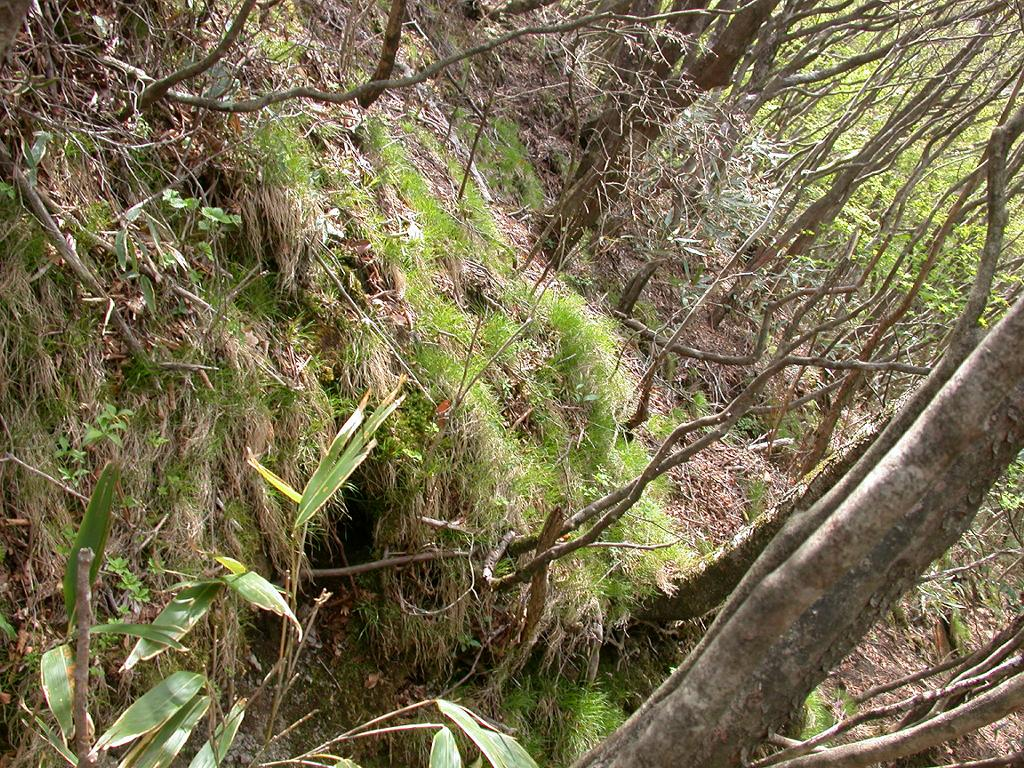
マット状の群落
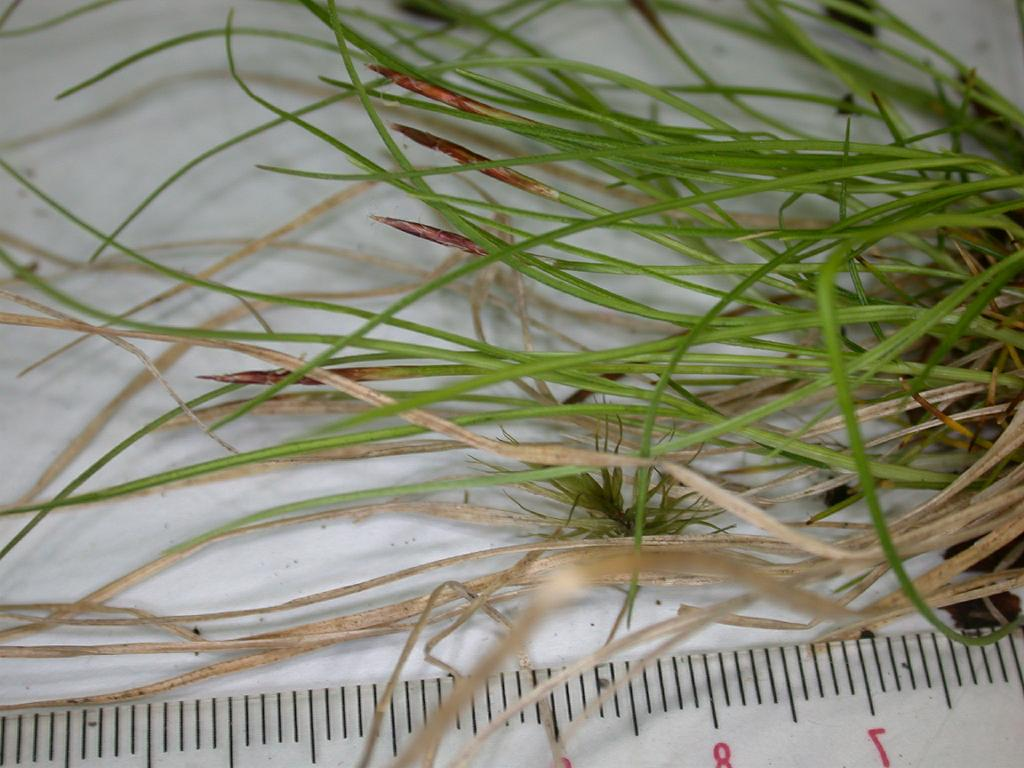
雄小穂
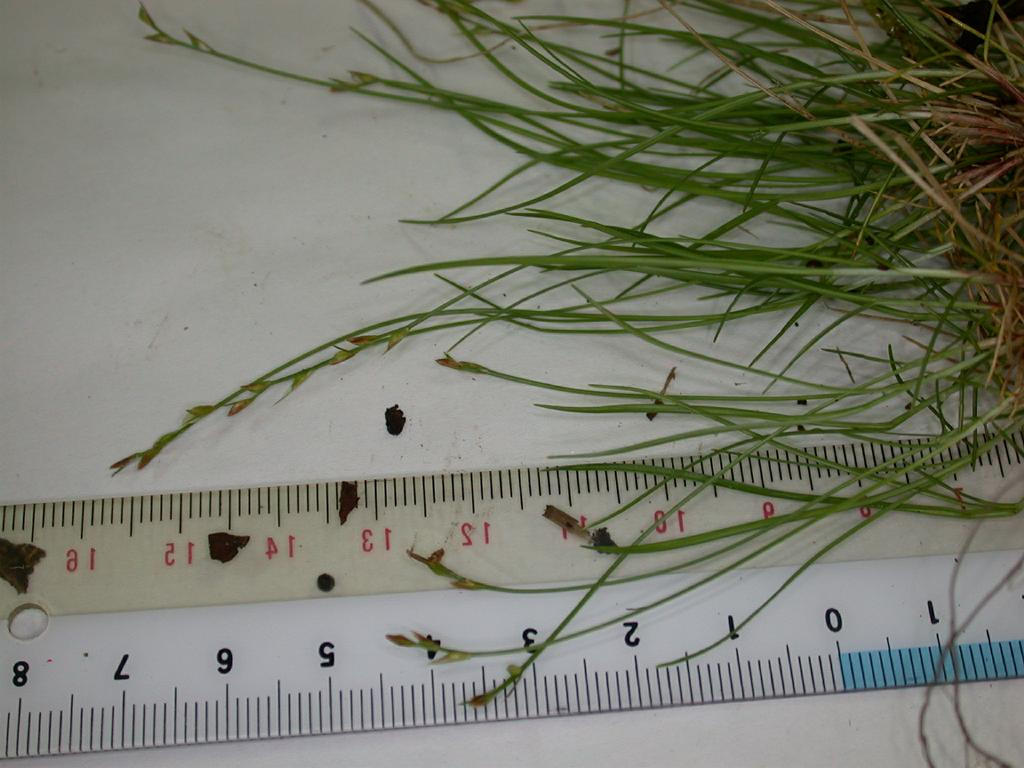
雌小穂

## 分布と生育環境
日本固有種で本州（岩手県沿岸部以南）、四国、九州と対馬から知られる。山地の乾いた森林内の岩の上や斜面に見られる。

## 分類
勝山はこの種をヒナスゲ節 sect. Grallatoriae とし、日本産では本種のみをこれに含めている。他種とは、小穂が単性であること、全体に小柄であり、基部の鞘が強く赤みを帯びることで区別は容易である。
ただし、本種には以下のような変種がある。
- C. grallatoria var. heteroclita (Franch.) サナギスゲ

これは本種が雌雄異株であるのに対して、雌雄同株で各個の小穂が雄雌性（先端に雄花、基部側に雌花）になったものである。花茎の先端の0.5-1cmが雄花部、基部側の1cmほどが雌花部となる。ただし上述のように雄花鱗片も雌花のそれも大差ないため、見た目では雌小穂の先端数枚が軸にくっついてあるだけに見える。
この変種は外形としても違いがあり、高さが20cm程度のなることもある。また匍匐枝は出すこともあるがごく短く、基本変種のようなマット状にはならず、小さな株の形をなす。また、葉も基本変種よりやや硬めで幅も広くて1-2.5mmになる。
この変種の分布は本州、四国、九州から屋久島に渡り、基本変種とは重複しつつもやや異なる。ただし、雄花部がごく短く、ヒナスゲとの判別が難しい例もあるとのこと。